# Coleophora cothurnella
Coleophora cothurnella é uma espécie de mariposa do gênero Coleophora pertencente à família Coleophoridae.